# ジャック・ティボー
ジャック・ティボー（Jacques Thibaud, 1880年9月27日 - 1953年9月1日）は、フランス出身のヴァイオリニスト。フランコ＝ベルギー派の代表格として知られ、フリッツ・クライスラーと並び称された。

## 経歴
ボルドーの音楽教師の息子として生まれたティボーは早くからヴァイオリンの才能を示し、8歳でリサイタルを開き、13歳からパリ音楽院でマルタン・マルシックに学んだ。1896年にパリ音楽院を首席で卒業したティボーは、生活費のためにパリのカフェでヴァイオリンを弾いていたところを指揮者エドゥアール・コロンヌの目にとまり、コロンヌ管弦楽団に招かれる。以後たびたび独奏者として活躍して名声を高めた。1905年にはアルフレッド・コルトー、パブロ・カザルスとともに三重奏団を結成（カザルス三重奏団）。最初の公開演奏会は1906年12月28日にリール市で行われた。1923年、初来日。1936年、2度目の来日。この来日時に日本ビクター東京吹込所で録音を行ったほか、JOAK放送局からラジオ放送の演奏を行った。第二次世界大戦中はフランスにとどまり、ドイツでの演奏を拒否した。1943年にはマルグリット・ロンと共同で音楽コンクールを開催、以後ロン＝ティボー国際コンクールとして若手音楽家の登竜門となる。
1953年、3度目の来日途中、乗っていたエールフランスのロッキード コンステレーション（機体記号F-BAZZ）がニースへのファイナルアプローチの最中に、バルスロネット近郊のアルプス山脈に衝突（エールフランス178便墜落事故）。事故調査の結果、CFITとされたこの事故により残る41名の乗員乗客全員と共に死去した。
彼が愛用していた1720年製ストラディバリウスはこの事故で失われてしまった。

## 訳書
- 『ヴァイオリンは語る』 粟津則雄訳、白水社、1969年、新版1987年、のち新書判・白水Uブックス
- 『ヴァイオリンは語る』 ジャン・ピエール・ドリアン編、西条卓夫・石川登志夫訳、新版・創栄出版、2008年